# Green boys
「Green boys」（グリーンボーイズ）は、GReeeeNによる楽曲である。2011年5月6日に、NAYUTAWAVE RECORDSより、期間限定で無料配信でリリース。
後に、4thアルバム『歌うたいが歌うたいに来て 歌うたえと言うが 歌うたいが歌うたうだけうたい切れば 歌うたうけれども 歌うたいだけ 歌うたい切れないから 歌うたわぬ!?』に収録された。

## 解説
- GReeeeN本人達による、震災復興プロジェクト「Green boys Project」の一環として配信されることとなった楽曲であり、2011年5月6日から同年9月30日まで、無料配信された曲である。
- 無料で曲を配信するのは、GReeeeNとして初の試みである。
- また、この曲をより多くの人に知ってもらうために、日本語、英語、スペイン語、中国語、台湾語、朝鮮語の6ヵ国語で歌詞のダウンロードが出来るようになっている[1]。
- この楽曲のPV製作の為、国内外問わず、写真の応募を行っていた。
- 柳田悠岐（福岡ソフトバンクホークス）や田中英祐、和田康士朗（いずれも千葉ロッテマリーンズ）、岡林勇希（中日ドラゴンズ）などが登場曲に採用している。

## タイアップ
- NHK『アスリートの魂』テーマソング